# کارکس سردیزه کارکس
کارکس سردیزه کارکس (نام علمی: Carex subg. Carex) نام یک زیرسرده از سرده جگن است.